# Jászberény (distrikt)
Jászberény är ett distrikt i Ungern. Det ligger i provinsen Jász-Nagykun-Szolnok, i den centrala delen av landet, 60 km öster om huvudstaden Budapest.